# 소프트캠
소프트캠(softcam)은 본질적으로 소프트웨어 기반 카메라이다.
소프트캠은 가상 웹캠 장치를 통해 이미지, 비디오 및 오디오 파일을 스트리밍하거나 방송할 수 있는 컴퓨터 소프트웨어(기술적으로 웹캠을 대체하지 않음)이다. 이를 통해 MSN 메신저, 넷미팅, 스카이프 등과 같은 화상 회의 응용 프로그램이나 웹캠 장치를 사용하는 기타 프로그램에서 일반 웹캠 스트림 대신 비디오 스트림을 사용할 수 있다.
매직 카메라 및 매니캠(ManyCam)과 같은 일부 소프트캠 소프트웨어를 사용하면 사용자가 비디오에 그래픽과 효과를 적용할 수 있으므로 소프트웨어가 비디오 스위처와 더 유사해진다. 실제로 소프트캠 소프트웨어를 사용하면 사용자는 마치 웹캠을 통해 실시간으로 미디어 파일을 투사할 수 있다. 일반 웹캠의 비디오는 소프트캠 소프트웨어를 통해 전달되어 동일한 그래픽과 효과를 일반 웹캠 비디오에 오버레이할 수도 있다.

## 역사
소프트캠 유형 소프트웨어의 역사적 기원은 불분명하지만 이미지 센서 에뮬레이션은 미국과 소련 우주 프로그램에서 우주선의 카메라 통합의 일부로 사용되었을 수 있다. 현대에는 개인용 컴퓨터에 의존하는 시스템과 달리 물리적 원격 회의 시스템이 1980년대 후반에 소프트캠 기술을 사용하여 테스트되었을 수 있다.
소프트캠 소프트웨어가 디지털 카메라 소프트웨어와 병행하여 발전함에 따라 소프트캠 기록과 웹캠 기록을 동일한 것으로 간주할 수 있다.

## 위험
개인 컴퓨터에 여러 웹캠 에뮬레이터를 설치하면 캠펙팅의 위험이 증가할 수 있다. 컴퓨터 보안 분야에서 캠펙팅은 사용자의 허락 없이 웹캠에 침입하여 활성화하려는 과정이다.
원격으로 활성화된 웹캠은 웹캠의 시야 내에 있는 모든 것을 볼 수 있으며, 때로는 웹캠 소유자 자신도 포함될 수 있다. 캠펙팅은 주로 해커가 웹캠에 접근할 수 있도록 하는 바이러스를 피해자의 컴퓨터에 감염시켜 이루어진다. 이 공격은 피해자의 웹캠을 특정하며, 따라서 카메라와 감염(infecting)이라는 단어의 합성어인 캠펙팅이라는 이름이 붙었다.
일반적으로 웹캠 해커 또는 캠펙터는 피해자에게 트로이 목마 소프트웨어가 포함된 무해해 보이는 애플리케이션을 보내며, 이를 통해 캠펙터는 피해자의 웹캠을 제어할 수 있다. 캠펙터 바이러스는 피해자가 원래 애플리케이션을 실행할 때 자동으로 설치된다. 설치되면 캠펙터는 웹캠을 켜고 사진/비디오를 캡처할 수 있다. 캠펙터 소프트웨어는 컴퓨터에 있는 원래 웹캠 소프트웨어와 똑같이 작동하며, 유일한 차이점은 웹캠 소유자가 아닌 캠펙터가 소프트웨어를 제어한다는 것이다.

## 대중문화
웹캠 에뮬레이터는 여러 시트콤에 등장했다.
- 오스틴 & 앨리 "앨범 & 오디션" 에피소드에서는 웹캠 에뮬레이터가 공연 예술 오디션을 위조하는 데 사용되었는데, 많은 결함이 있었지만 성공적이었다.

## 같이 보기
- 웹캠 소프트웨어 비교